# Милена Поповић
Милена Поповић (Београд, 1983) српска је политичарка и историчарка уметности. Она је народна посланица у Скупштини Србије од 2020. године. Чланица је Српске напредне странке.

## Младост и образовање
Милена Поповић је историчарка уметности. Предаје на Универзитету у Приштини а тренутно је докторанткиња на Мегатренду. Радила је у кабинету премијера, у сектору за културу.

## Политичка каријера
У интервјуу за 2019. годину она је рекла да је Марко Ђурић, директор Канцеларије Србије за Косово и Метохију, учинио више да помогне њеном супругу током његовог затвора него било ко други, без обзира на то што је Ђурић такође давао изјаве оштро критике према Ивановићу када су били политички ривали на косовским локалним изборима 2017. године. Додала је да је била веза између Ивановића и Ђурића када су се односи између њих двојице затегли и да је Ђурића сматрала пријатељем.
Приклањање Милене Поповић властима у Србији изазвало је бројне негативне реакције у јавности. Телевизије под контролом Српске напредне странке и Српске листе, њене испоставе на Косову, непосредно пред атентат на Оливера Ивановића емитовале су пропагандни спот директно уперен против Ивановића, оптужујући га да ради против интереса Срба. Тада је његова политичка организација Грађанска иницијатива "Слобода, демократија, правда" била је једина преостала опозиција Српској листи на Косову.
Поповићева се придружила Српској напредној странци почетком 2020. године. Била је 55. на листи Александар Вучић - За нашу децу и тиме добила посланичко место у Скупштини.

## Убиство Оливера Ивановића
Неколико је пута говорила о убиству, напоменувши једном приликом да неће дати јавну изјаву о идентитету његових убица, уколико није апсолутно сигурна.
У јуну 2021. године, Милена Поповић је демонстративно напустила седницу Скупштине Србије о Косову и Метохији на којој је говорио Александар Вучић, јер је на седницу дошао и Милан Радоичић, човек кога сумњичи за убиство.
Крајем марта 2022. године објављено је сведочење Бобана Богдановића који за убиство Ивановића сумњичи организоване криминалне групе око Звонка Веселиновића, Милана Радоичића и Вељка Беливука. Милена Поповић је после тога Богдановићеве сумње и позвала тужилаштво да „не жмури” пред озбиљним оптужбама против Радоичића јер више независних извора га повезује са убиством. Звонко Веселиновић и Милан Радоичић су контоверзни бизнисмени с Косова и Метохије који су сарађивали с Александром Вучићем и Српском напредном странком.
У спору је око наследства стана са законским наследницима Оливера Ивановића.